# Dietmar Millonig
Dietmar Millonig, född 1 juni 1955, är en friidrottare från Österrike. Han deltog vid olympiska sommarspelen 1980 och olympiska sommarspelen 1988.